# Isidor Grießner
Isidor Grießner (* 9. Juli 1906 in Thumersbach; † 4. Oktober 1983 in Fusch an der Großglocknerstraße) war ein österreichischer Landwirt und Politiker (ÖVP). Grießner war von 1945 bis 1970 Abgeordneter zum österreichischen Nationalrat. Grießner war Landesrat in Salzburg und von 1945 bis 1952 Landesparteiobmann der ÖVP Salzburg. 
Grießner war als Landwirt tätig und wurde 1950 zum Ökonomierat ernannt. Er war zwischen 1934 und 1938 Abgeordneter zum Salzburger Landtag und hatte von 1937 bis 1938 das Amt eines Landesrates in der Salzburger Landesregierung inne. Des Weiteren war Grießner zwischen 1937 und 1938 Obmann des Salzburger Bauernbundes. Nach dem Zweiten Weltkrieg übernahm Grießner von 1945 bis 1974 das Amt des Bürgermeisters der Gemeinde Fusch an der Glocknerstraße und war zwischen 1950 und 1970 Präsident der Salzburger Landwirtschaftskammer. 1962 führte er den Vorsitz in der Präsidentenkonferenz der Landwirtschaftskammern Österreichs. Grießner vertrat die ÖVP zwischen dem 19. Dezember 1945 und dem 31. März 1970 im Nationalrat. 